# کارل-هاینتس مارزل
کارل-هاینتس مارزل (انگلیسی: Karl-Heinz Marsell؛ ۱ اوت ۱۹۳۶ – ۲۳ سپتامبر ۱۹۹۶ (aged 60)) ورزشکار دوچرخه‌سواری پیست اهل آلمان بود.
وی در مسابقات کشوری و بین‌المللی در مجموع برندهٔ ۱ مدال طلا، ۱ مدال برنز شده‌است.